# Ricky Evans (Dartspieler)
Richard Ian „Ricky“ Evans (* 29. Juli 1990 in Chipping Barnet, London) ist ein britischer Profidartspieler, der zurzeit an Veranstaltungen der Professional Darts Corporation teilnimmt. Sein Spitzname Rapid (engl. für „schnell“, „rasch“) entspringt der Tatsache, dass er der aktuell schnellste Spieler mit einer PDC-Tourkarte ist.

## Karriere

### 2006–2012: Feste Größe der Youth Tour
Bereits im Jahr 2006 trat Evans erstmals bei Profidartturnieren auf. Bei den Vauxhall Autumn Open schaffte er es in die Top 16. Ab 2007 spielte Evans dann hin und wieder die Turniere der British Darts Organisation und der World Darts Federation. Im Dezember 2008 spielte er mit dem World Masters sein erstes Major-Turnier und konnte ein Spiel gewinnen, bevor er gegen Simon Whitlock ausschied. Ein Jahr später ging es für ihn in die Top 72.
Im Mai 2010 konnte Evans den UK Open Amateur Qualifier erfolgreich absolvieren. Somit spielte er einen Monat später mit den UK Open 2010 sein erstes PDC-Major-Turnier und gewann dabei ein Spiel, bevor er in der zweiten Runde gegen Steve Beaton ausschied.
Ab 2011 spielte Evans regelmäßig auf der PDC Youth Tour und konnte dort schnell Erfolge erzielen. Unter anderem gewann er das Event Nr. 5 am 16. April 2011 gegen David Coyne. Außerdem erreichte er zwei Viertelfinals und ein Halbfinale. Bei der PDC World Youth Championship 2012 schied Evans in der zweiten Runde gegen Aden Kirk aus.
Auf der PDC Youth Tour 2012 konnte Evans dreimal ins Viertelfinale und einmal ins Finale einziehen, das er gegen Michael Smith verlor. Beim World Masters 2012 gewann Evans drei Matches, bevor er gegen James Wilson ausschied.

### 2013–2015: Vom Gewinn der Tour Card bis zur Aufholjagd bei der WM
2013 nahm Evans erstmals an der Q-School teil und errang bereits am ersten Tag die Tour Card, die ihn dazu berechtigte, für zwei Jahre die Pro Tour zu spielen. Er spielte nebenbei auch die PDC Challenge Tour, wo er dreimal ins Finale kam und ein Turnier gewinnen konnte.
Bei den UK Open Qualifiers 2013 erreichte Evans ein Viertelfinale. Die Players Championships liefen hingegen zunächst weniger erfolgreich. Er konnte sich allerdings erstmals für ein Turnier der European Darts Tour qualifizieren, die German Darts Championship 2013, wo er in der ersten Runde gegen Peter Wright ausschied.
Bei der PDC World Youth Championship 2013 kam Evans bis ins Finale. Dort traf er auf Michael Smith und unterlag ihm mit 1:6 in Legs. Er konnte sich mit seiner Finalteilnahme allerdings für den Grand Slam of Darts qualifizieren.
Im November 2013 kam Evans erstmals in ein Finale auf der PDC Pro Tour. Beim Players Championship Nr. 13 konnte er unter anderem gegen Gary Anderson, Ronnie Baxter und Ian White gewinnen. Erst im Finale wurde er von Brendan Dolan geschlagen.
Beim Grand Slam of Darts 2013 konnte er kein Spiel gewinnen und schied somit als Gruppenletzter aus. Über die PDC Pro Tour Order of Merit qualifizierte sich Evans dann erstmals für eine Darts-Weltmeisterschaft. Bei der PDC World Darts Championship 2014 konnte er in der ersten Runde den mehrmaligen Pro Tour-Sieger Ronnie Baxter mit 3:0 in Sätzen schlagen. In der zweiten Runde traf er dann auf Mervyn King und verlor mit 2:4.
Bei den UK Open Qualifiers 2014 konnte Evans nur zwei Spiele gewinnen, was nicht für die Qualifikation für die UK Open reichte. Bei den Players Championships 2014 konnte Evans ebenfalls wenig erreichen. Einmal kam er ins Achtelfinale. Allerdings gewann er beim European Darts Grand Prix 2014 sein erstes Match auf der European Tour mit 6:3 gegen Jelle Klaasen. Durch sein über zwei Jahre gewonnenes Preisgeld konnte er seine Tour Card halten.
Bei der PDC Pro Tour 2015 konnte Evans zweimal das Viertelfinale erreichen. Was jedoch nicht reichte, um sich direkt für die PDC World Darts Championship 2016 zu qualifizieren. Allerdings schaffte er die Qualifikation über den PDPA World Championship Qualifier, nachdem er das Finale mit 6:5 gegen Andy Boulton gewann.
In der ersten Runde gewann Evans nach einem 0:2-Rückstand in Sätzen und 0:2-Rückstand in Legs noch völlig überraschend mit 3:2 gegen Simon Whitlock. In der zweiten Runde verlor er dann jedoch glatt mit 0:4 gegen Jamie Caven.

### 2016–2023: Zwei Finals auf der European Tour
Bei den UK Open 2016 gewann Evans in der ersten Runde gegen Andy Boulton, bevor er in der Runde der letzten 32 trotz Matchdart gegen Darren Webster verlor. Bei den Players Championships 2016 kam Evans einmal ins Viertelfinale und einmal ins Halbfinale, indem er sich Steve West geschlagen gegen musste. Er konnte sich durch gute Leistungen auf der Tour für die Players Championship Finals 2016 qualifizieren, bei denen er allerdings kein Spiel gewann.
Bei der PDC World Darts Championship 2017 verlor Evans dann erstmals sein erstes Spiel. Bei seiner 2:3-Niederlage gegen Michael Smith spielte Evans allerdings die wohl schnellste je aufgezeichnete 180.
Unter anderem mit einem Halbfinale bei den UK Open Qualifiers 2017 begann das Dartsjahr 2017 vielversprechend für Evans. Es sollte jedoch sein einziger größerer Erfolg bleiben, sodass er unter anderem auch die Qualifikation für die WM 2018 verpasste.
Bei den UK Open 2018 musste Evans in der ersten Runde starten, konnte allerdings seine ersten drei Matches alle gewinnen. Erst in der Runde der letzten 32 wurde er von Gary Anderson gestoppt. Bei den Players Championships reichte es viermal für das Viertelfinale.
Seinen bis dato größten Erfolg bei einem Pro Tour-Turnier erreichte Evans im September 2018. Bei den Dutch Darts Championship gewann Evans gegen Jan Dekker, Steve West, William O’Connor, Joe Cullen und Ritchie Edhouse und konnte sich somit für das Finale qualifizieren. Dort verlor er mit 5:8 gegen Ian White. Nach diesem Erfolg gelang ihm aber die Qualifikation für den World Grand Prix noch im selben Jahr. Bei seinem Turnierdebüt verlor er jedoch mit 1:2 in Sätzen gegen Raymond van Barneveld.
Auch die Qualifikation für die European Darts Championship 2018 resultierte unter anderem aus diesem Finaleinzug. Dort musste er sich nach einem Erstrundensieg über Daryl Gurney im Achtelfinale gegen James Wade geschlagen geben. Bei den Players Championship Finals konnte Evans nach Siegen über Jan Dekker und Jeffrey de Zwaan ebenfalls ins Achtelfinale einziehen, das er gegen Jonny Clayton verlor. Bei der PDC World Darts Championship 2019 schied Evans bereits in Runde 1 gegen Rowby-John Rodriguez aus.
Nach einem Finale bei den Players Championships 2019, das er gegen Gerwyn Price verlor, gelang ihm bei der German Darts Championship 2019 erneut der Einzug in ein European Tour-Finale. Diesmal führte ihn sein Weg über Robert Thornton, Mensur Suljović, Mervyn King, Darren Webster und zuletzt Keegan Brown, bevor er im Finale mit 6:8 gegen Daryl Gurney unterlag. Insgesamt gewann er Spiele bei mehreren Turnieren der European Darts Tour 2019 und konnte sich nicht zuletzt auch deshalb erstmals für das World Matchplay 2019 qualifizieren. Dort schied er jedoch in der ersten Runde, ebenfalls gegen Daryl Gurney, aus. Bei der Austrian Darts Championship gelang ihm dann ein weiterer Viertelfinaleinzug.
Auch der World Grand Prix endete für Evans nach einer Niederlage gegen Chris Dobey in der ersten Runde. Bei der European Darts Championship 2019 kam Evans erstmals in ein Major-Viertelfinale, verlor dort allerdings gegen den späteren Turniersieger Rob Cross mit 6:10. Über den Tour Card Holder Qualifier qualifizierte sich Evans außerdem erstmals für die World Series of Darts Finals, wo er allerdings keinen Erfolg verbuchen konnte. Bei den Players Championship Finals 2019 gewann Evans ein Spiel.
Bei der PDC World Darts Championship 2020 war Evans als Nummer 32 der PDC Order of Merit erstmals in der zweiten Runde gesetzt, was allerdings auch bedeutete, dass er nach seinem Sieg über Mark McGeeney gegen die Nummer eins Michael van Gerwen spielen musste. Evans verlor glatt mit 0:4 in Sätzen.
Beim World Matchplay 2020 ging Evans erneut in der ersten Runde raus, wie im Vorjahr verlor er dabei gegen Daryl Gurney. Er konnte sich über den Tour Card Holder Qualifier allerdings für den Grand Slam of Darts 2020 qualifizieren. Dort gewann er gegen Wayne Warren ein Match, schied jedoch als Gruppendritter aus. Bei den Players Championship Finals 2020 war für ihn dann ebenfalls in der ersten Runde Schluss.
Bei der PDC World Darts Championship 2021 erlebte Evans dann ein Déjà-vu zu Vorjahres-WM. Erneut war er als Nummer 32 der Welt für die zweite Runde gesetzt und gewann sein erstes Spiel, diesmal gegen Mickey Mansell, bevor er in der dritten Runde mit 0:4 gegen einen starken Michael van Gerwen ausschied.
Bei den Players Championships 2023 spielte er am 2. November 2023 im Erstrundenmatch gegen Callan Rydz einen Neundarter.

### 2024 bis heute: Erstes Halbfinale eines Major-Turniers
Bei den UK Open 2024 bestritt Evans sein erstes Halbfinale eines Major-Turniers, welches er gegen Luke Humphries mit 11:2 verlor.

## Spielstil
Evans ist für sein schnelles Dartspiel bekannt. So wurde er auch vom britischen Fernsehexperten und Ex-Profi Wayne Mardle als schnellster Dartspieler, den er je gesehen habe, bezeichnet. Evans wirft normalerweise drei Darts innerhalb von nur drei bis vier Sekunden, weshalb er auch den Spitznamen Rapid trägt. Bei der Weltmeisterschaft 2017 traf Evans eine 180 (das ist die Höchstpunktzahl, bei der alle drei Darts einer Runde in das Triple 20-Feld geworfen werden) in nur 2,16 Sekunden während seines Spiels in der ersten Runde gegen Michael Smith.

## Weltmeisterschaftsresultate

### PDC-Junioren
- 2012: 2. Runde (2:5-Niederlage gegen  Aden Kirk)
- 2013: Finale (1:6-Niederlage gegen  Michael Smith)

### PDC
- 2014: 2. Runde (2:4-Niederlage gegen  Mervyn King)
- 2016: 2. Runde (0:4-Niederlage gegen  Jamie Caven)
- 2017: 1. Runde (2:3-Niederlage gegen  Michael Smith)
- 2019: 1. Runde (1:3-Niederlage gegen  Rowby-John Rodriguez)
- 2020: 3. Runde (0:4-Niederlage gegen  Michael van Gerwen)
- 2021: 3. Runde (0:4-Niederlage gegen  Michael van Gerwen)
- 2022: 2. Runde (1:3-Niederlage gegen  Daryl Gurney)
- 2023: 2. Runde (1:3-Niederlage gegen  Joe Cullen)
- 2024: 3. Runde (2:4-Niederlage gegen  Daryl Gurney)
- 2025: 3. Runde (2:4-Niederlage gegen  Robert Owen)

## Turnierergebnisse
| Turnier                                    | 2008                       | 2009                       | 2010                       | 2011                       | 2012                       | 2013                           | 2014                           | 2015                           | 2016                           | 2017                           | 2018                           | 2019                           | 2020                           | 2021                           | 2022                           | 2023                           | 2024                           | 2025                           |
| ------------------------------------------ | -------------------------- | -------------------------- | -------------------------- | -------------------------- | -------------------------- | ------------------------------ | ------------------------------ | ------------------------------ | ------------------------------ | ------------------------------ | ------------------------------ | ------------------------------ | ------------------------------ | ------------------------------ | ------------------------------ | ------------------------------ | ------------------------------ | ------------------------------ |
| BDO-Major-Turniere                         |                            |                            |                            |                            |                            |                                |                                |                                |                                |                                |                                |                                |                                |                                |                                |                                |                                |                                |
| World Masters                              | 1R                         | 3R                         | 3R                         | 2R                         | 4R                         | nicht teilgenommen             | nicht teilgenommen             | nicht teilgenommen             | nicht teilgenommen             | nicht teilgenommen             | nicht teilgenommen             | nicht teilgenommen             | n/a                            | Verband insolvent              | Verband insolvent              | Verband insolvent              | Verband insolvent              | Verband insolvent              |
| PDC-Ranking-Turniere                       |                            |                            |                            |                            |                            |                                |                                |                                |                                |                                |                                |                                |                                |                                |                                |                                |                                |                                |
| Weltmeisterschaft                          | nicht teilgenommen         | nicht teilgenommen         | nicht teilgenommen         | nicht teilgenommen         | nicht teilgenommen         | nicht teilgenommen             | 2R                             | n/q                            | 2R                             | 1R                             | n/q                            | 1R                             | 3R                             | 3R                             | 2R                             | 2R                             | 3R                             | 3R                             |
| World Masters                              | nicht ausgetragen          | nicht ausgetragen          | nicht ausgetragen          | nicht ausgetragen          | nicht ausgetragen          | nicht ausgetragen              | nicht ausgetragen              | nicht ausgetragen              | nicht ausgetragen              | nicht ausgetragen              | nicht ausgetragen              | nicht ausgetragen              | nicht ausgetragen              | nicht ausgetragen              | nicht ausgetragen              | nicht ausgetragen              | nicht ausgetragen              | VR                             |
| UK Open                                    | n/t                        | n/t                        | 2R                         | n/t                        | n/t                        | 3R                             | n/q                            | 3R                             | 4R                             | 3R                             | 4R                             | 4R                             | 5R                             | 5R                             | AF                             | 4R                             | HF                             | 4R                             |
| World Matchplay                            | nicht teilgenommen         | nicht teilgenommen         | nicht teilgenommen         | nicht teilgenommen         | nicht teilgenommen         | nicht qualifiziert             | nicht qualifiziert             | nicht qualifiziert             | nicht qualifiziert             | nicht qualifiziert             | nicht qualifiziert             | 1R                             | 1R                             | nicht qualifiziert             | nicht qualifiziert             | nicht qualifiziert             | nicht qualifiziert             | nicht qualifiziert             |
| World Grand Prix                           | nicht teilgenommen         | nicht teilgenommen         | nicht teilgenommen         | nicht teilgenommen         | nicht teilgenommen         | nicht qualifiziert             | nicht qualifiziert             | nicht qualifiziert             | nicht qualifiziert             | nicht qualifiziert             | 1R                             | 1R                             | nicht qualifiziert             | nicht qualifiziert             | nicht qualifiziert             | nicht qualifiziert             | nicht qualifiziert             |                                |
| European Championship                      | nicht teilgenommen         | nicht teilgenommen         | nicht teilgenommen         | nicht teilgenommen         | nicht teilgenommen         | nicht qualifiziert             | nicht qualifiziert             | nicht qualifiziert             | nicht qualifiziert             | nicht qualifiziert             | AF                             | VF                             | nicht qualifiziert             | nicht qualifiziert             | nicht qualifiziert             | nicht qualifiziert             | nicht qualifiziert             |                                |
| Grand Slam of Darts                        | kein Ranking-Turnier       | kein Ranking-Turnier       | kein Ranking-Turnier       | kein Ranking-Turnier       | kein Ranking-Turnier       | kein Ranking-Turnier           | kein Ranking-Turnier           | nicht qualifiziert             | nicht qualifiziert             | nicht qualifiziert             | nicht qualifiziert             | nicht qualifiziert             | GP                             | nicht qualifiziert             | nicht qualifiziert             | nicht qualifiziert             | nicht qualifiziert             |                                |
| Players Championship Finals                | nicht teilgenommen         | nicht teilgenommen         | nicht teilgenommen         | nicht teilgenommen         | nicht teilgenommen         | nicht qualifiziert             | nicht qualifiziert             | nicht qualifiziert             | 1R                             | n/q                            | AF                             | 2R                             | 1R                             | 1R                             | 1R                             | 1R                             | 1R                             |                                |
| PDC-Turniere ohne Einfluss auf das Ranking |                            |                            |                            |                            |                            |                                |                                |                                |                                |                                |                                |                                |                                |                                |                                |                                |                                |                                |
| World Series of Darts Finals               | nicht ausgetragen          | nicht ausgetragen          | nicht ausgetragen          | nicht ausgetragen          | nicht ausgetragen          | nicht ausgetragen              | nicht ausgetragen              | nicht qualifiziert             | nicht qualifiziert             | nicht qualifiziert             | nicht qualifiziert             | 1R                             | nicht qualifiziert             | nicht qualifiziert             | nicht qualifiziert             | AF                             | n/q                            |                                |
| Grand Slam of Darts                        | nicht qualifiziert         | nicht qualifiziert         | nicht qualifiziert         | nicht qualifiziert         | nicht qualifiziert         | GP                             | n/q                            | Ranking-Turnier                | Ranking-Turnier                | Ranking-Turnier                | Ranking-Turnier                | Ranking-Turnier                | Ranking-Turnier                | Ranking-Turnier                | Ranking-Turnier                | Ranking-Turnier                | Ranking-Turnier                | Ranking-Turnier                |
| Karrierestatistiken                        |                            |                            |                            |                            |                            |                                |                                |                                |                                |                                |                                |                                |                                |                                |                                |                                |                                |                                |
| Jahresendplatzierung                       | 549                        | unbekannt                  | unbekannt                  | 562                        | 1065                       | 76                             | 53                             | 55                             | 49                             | 50                             | 42                             | 32                             | 32                             | 40                             | 42                             | 53                             | 45                             |                                |
| Verband                                    | British Darts Organisation | British Darts Organisation | British Darts Organisation | British Darts Organisation | British Darts Organisation | Professional Darts Corporation | Professional Darts Corporation | Professional Darts Corporation | Professional Darts Corporation | Professional Darts Corporation | Professional Darts Corporation | Professional Darts Corporation | Professional Darts Corporation | Professional Darts Corporation | Professional Darts Corporation | Professional Darts Corporation | Professional Darts Corporation | Professional Darts Corporation |

| Legende zu den Turnierergebnissen | Legende zu den Turnierergebnissen | Legende zu den Turnierergebnissen | Legende zu den Turnierergebnissen | Legende zu den Turnierergebnissen | Legende zu den Turnierergebnissen | Legende zu den Turnierergebnissen | Legende zu den Turnierergebnissen | Legende zu den Turnierergebnissen | Legende zu den Turnierergebnissen |
| --------------------------------- | --------------------------------- | --------------------------------- | --------------------------------- | --------------------------------- | --------------------------------- | --------------------------------- | --------------------------------- | --------------------------------- | --------------------------------- |
| n/t                               | nicht teilgenommen                | n/q                               | nicht qualifiziert                | n/a                               | nicht ausgetragen                 | #R                                | Aus in jeweiliger Runde           | GP                                | Aus in der Gruppenphase           |
| AF                                | Achtelfinalist                    | VF                                | Viertelfinalist                   | HF                                | Halbfinalist                      | F                                 | Turnierfinalist                   | S                                 | Turniersieger                     |

## Titel

### PDC
- Secondary Tour Events
  - PDC Development Tour
    - PDC Youth Tour 2011: 5
    - PDC Challenge Tour 2013: 15